# 1767 w polityce

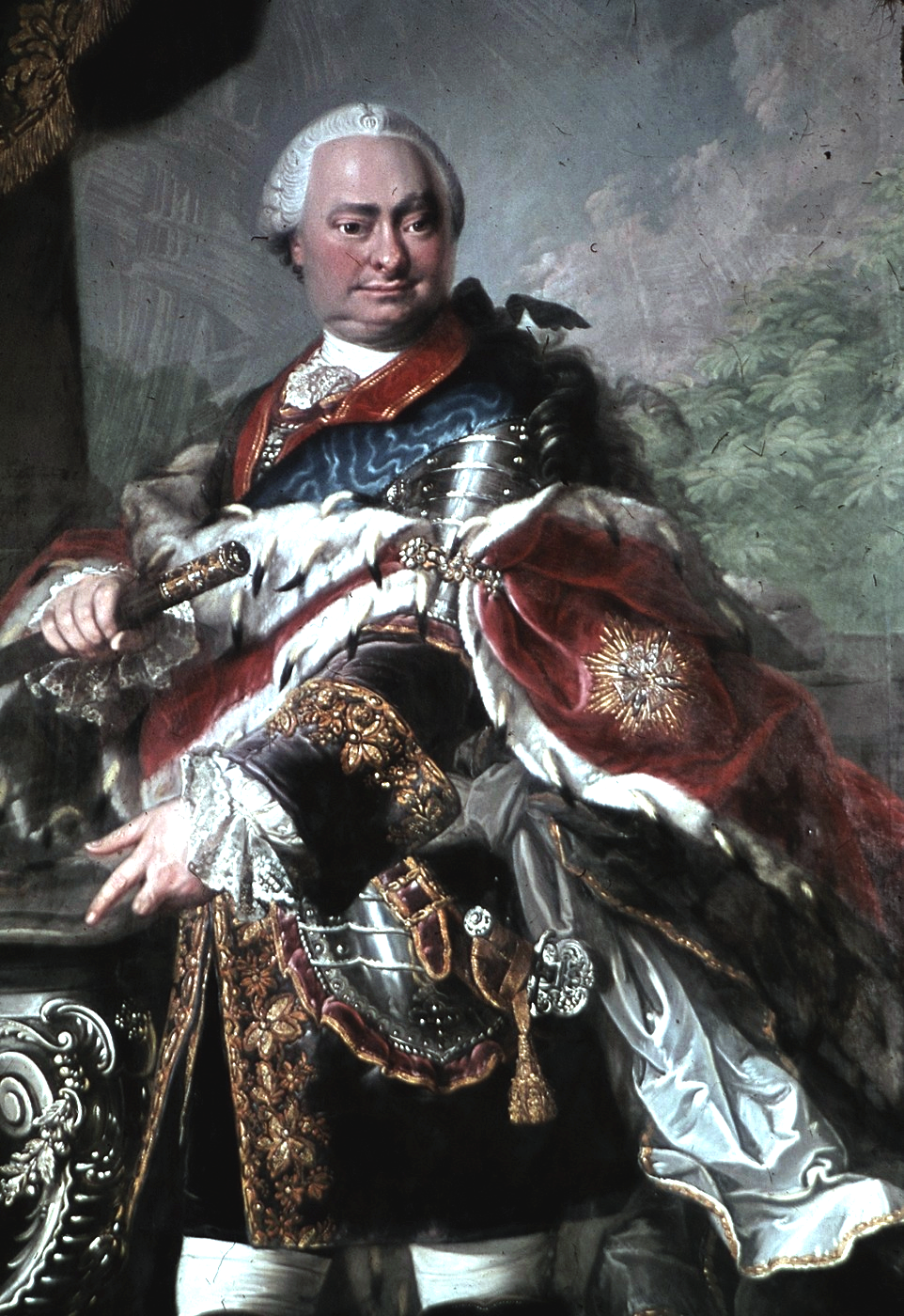
Jan Fryderyk, książę Schwarzburg-Rudolstadt

Wydarzenia polityczne w 1767 roku.

## Zmarli
- 10 lipca Jan Fryderyk, książę Schwarzburg-Rudolstadt[1].